# International Federation of Journalists
The International Federation of Journalists, IFJ, internationell förening för journalister. Målsättningen är att kämpa för solidaritet, fackföreningar, social rättvisa, och arbetares rättigheter. Andra verkningsområden är demokrati, globalisering, pluralism, mänskliga rättigheter, fri press, könsfrågor.
Grundades först 1926, återbildades 1946 och återigen, i dess nuvarande form, 1952. Organiserar idag fler än 500.000 medlemmar i mer än 100 länder.